# Althepus stonei
Althepus stonei is een spinnensoort uit de familie Psilodercidae. De soort komt voor in Thailand.